# 園遊会
園遊会（えんゆうかい）は、天皇・皇后の主催で春と秋の年2回に開催される社交会（宴会）である。園遊会とは元々“英:Garden Party”の訳語で、戸外の庭などに客を招待する儀礼的な社交会の事。イギリスでは毎年女王・国王主催のロイヤルガーデンパーティーがバッキンガム宮殿などで開催されている。

## 概要
赤坂御用地で催される社交会で、天皇・皇后が主催し、皇太子・同妃または皇嗣・同妃をはじめとする各皇族も列席する。招待客は内閣総理大臣、国務大臣、衆議院議長・参議院議長及び副議長、主な国会議員、統合幕僚長（2006年までは統合幕僚会議議長）、最高裁判所長官、裁判官、その他に認証官など三権各機関の要人、都道府県の知事・都道府県議会の議長、市町村の首長・議会の議長、各界の著名人（芸能人、著者など）、功績者（勲章の受章者、オリンピック・パラリンピックメダリストなど）と、その配偶者を含めた約2,000名である。

## 沿革
近代、天皇が主催する戸外での宴会としては、1880年（明治13年）に「観菊会」、1881年（明治14年）に「観桜会」が始められた。条約改正への対外的な文化・世論工作の一環として井上馨外務卿が発案し、当初から多くの外国人が参加した。エドワード英王太子、物理学者のアルベルト・アインシュタイン、ヘレン・ケラーといった著名人のほか、無名の旅行者もいた。観桜会は八重桜の咲く浜離宮で観菊会は赤坂離宮で行われ、英国の高位の令嬢が君主に謁見し社交界デビューする機会の場を日本国に移入する場として観桜会、観菊会は始められたが、外交が目的になり当初の目的は薄れていった。しかし日中戦争に伴い、「観菊会」が1937年に、「観桜会」が1938年にそれぞれ中止された。
第二次世界大戦前の「観桜会」「観菊会」は、現在ではそれぞれ、内閣総理大臣が主催する「桜を見る会」（2020年以降未開催）と、環境大臣が主催する「菊を観る会」に受け継がれた。
「園遊会」の名称で行われる行事は、1953年（昭和28年）11月5日に約1500人が参加して行われた。当初は秋に限り行われていたが、1965年から春にも行われるようになり、現在に至る。それぞれ“秋の園遊会”、“春の園遊会”と呼ばれ、赤坂御苑で開催されることが通例である。招待者は宮内庁が各省庁に依頼して人選するが、各省庁は叙勲、褒章、大臣表彰等の受賞者ほか、大臣や族議員らの意向も踏まえてリストアップすることもある。また、春の園遊会に各国の外交使節団の団長以下の外交官や、各国領事館の館長と、その配偶者、令嬢も招待される。
招待者名簿は公表されセキュリティ上、招待者以外は入場が不可能になっているが、唯一、2014年春に豊田真由子衆議院議員の母が配偶者と偽って侵入した例が確認されている。

### 主な中止例
- 昭和63年（1988年）秋 - 昭和天皇が重態のため。
- 平成元年（1989年）春～ 平成元年（1989年）秋 - 昭和天皇の諒闇中のため。
- 平成07年（1995年）春 - 阪神・淡路大震災のため。
- 平成12年（2000年）秋 - 香淳皇后の諒闇中のため。
- 平成23年（2011年）春 - 東日本大震災のため。
- 平成28年（2016年）秋 - 三笠宮崇仁親王の薨去のため。
- 令和02年（2020年）春～令和4年（2022年）秋 - 新型コロナウイルスの流行のため。

## トラブル

### 天皇への書簡手渡し
平成25年（2013年）10月31日、秋の園遊会にて招待された山本太郎参院議員が、天皇（当時）が招待者の並ぶ列を回って自身の近くに来た際、折りたたんだ手紙を手渡した。天皇は受け取り、傍にいた侍従長に手渡した。園遊会後、山本は記者団に、手紙には東京電力福島第1原発事故を巡る健康被害などを記載したと明かし、天皇に対しては「子供たちの未来が危ない。健康被害が出ている」と話しかけたが、返答はなかったという。 山本信一郎宮内庁次長は同年11月5日の定例記者会見で、「園遊会の招待者には、陛下のお近くで写真撮影をしないなどの注意事項を示していた。園遊会は各界で活躍された方を招いて、ご苦労をねぎらう場所。常識的に判断されるべき問題。（山本太郎が天皇に渡した手紙は）こういう状況で渡されたものなので、事務方で預かり、陛下には上げていない」と述べ、この手紙を天皇に届けておらず、今後も届けることはないことを明かした。また「もしも手紙を返却して欲しいという希望があれば、返却する」と述べた。同年11月8日、山崎正昭参議院議長から厳重注意と任期中の皇室行事への参加不許可の処分が、言い渡された。

### 入場拒否
平成26年（2014年）4月17日、春の園遊会にて豊田真由子衆議院議員が、外交官を務める夫と共に招待されたが、夫ではなく招待者でもない豊田の母親を同伴して入場を試みるも宮内庁職員から入場を拒否され、大声を上げて抗議し、皇宮警察が出動する事態となった。後に宮内庁が衆院にルールの周知徹底を求める事態となった。